# 솔라시도 태양광 발전단지
솔라시도 태양광 발전단지는 대한민국 최대 규모의 태양광 발전소이다.

## 역사
2019년 2월에 착공해, 2020년 3월에 준공했다.
전남 해남군 산이면 구성리에 위치하며, 목포역에서 자동차로 20-30분 거리에 있다.
솔라시도 태양광 발전단지는 약 158만m2(약 48만평) 부지에 태양광 패널은 119만m2(약 36만평), 39만m2(약 12만평)은 비포장도로와 정원 등 녹지로 조성됐다.
국내 최대 태양광 발전소인 이곳에서전망이다.

## 같이 보기
- 그린뉴딜
- 진코솔라